# Antoine Étienne de Tousard
Le baron Antoine Étienne de Tousard, né le 9 décembre 1752 à Paris, mort le 15 septembre 1813 à Hambourg (Allemagne), est un général français de l'Empire.

## États de service
Antoine Étienne de Tousard est le fils de Charles Germain de Tousard et de Françoise-Antoinette Le Poittevin de La Croix-Vaubois. Il est le frère de Louis de Tousard (en) et de Louis Tousard d'Olbec, ainsi que le beau-frère de Jean-Baptiste Paul Antoine Cloüet (1739-1816).
Il sort de l’école royale du génie de Mézières, le 1er janvier 1770, avec le grade de lieutenant en premier, et il est nommé capitaine le 15 août 1784.
En 1792, il est détaché à Malte comme architecte de l'ordre de Saint-Jean de Jérusalem. Il y réalise le Fort Tigné. En 1798, lors de l’expédition d’Égypte, le général Bonaparte le trouvant sur cette île, décide de l’emmené avec lui. Il se fait remarquer à la prise d'Alexandrie le 2 juillet 1798, où il reste deux mois en tant que sous-directeur aux fortifications. Il est blessé lors du bombardement de la ville d’Aboukir par les Anglais le 2 août 1798.
En 1799, il accompagne le général en chef en Syrie, il est chargé de différents ouvrages à Gaza et à El-Arich. Il est nommé chef de brigade provisoire le 5 février 1801, par le général Menou. De retour en France, il est confirmé dans son grade le 7 février 1802, et le 11 décembre 1802, il devient directeur des fortifications.
En 1803, il rejoint l’armée d'Angleterre, où il est fait chevalier de la Légion d’honneur le 11 décembre 1803, et officier de l’ordre le 14 juin 1804. De 1803 à 1805, il est successivement employé aux camps de Bruges, d’Ostende et d’Ambleteuse, en qualité de commandant du génie.
Le 30 août 1805, lors de la campagne d’Autriche, il est affecté au 3e corps de la Grande Armée, et le 7 octobre 1805, il est chargé avec 24 chasseurs, de la reconnaissance de Neubourg, où il fait un prisonnier. Il assiste au passage de l’Inn à Craybourg, à la Bataille de Lambach les 31 octobre et 1er novembre 1805, au passage de la Traun, où il dirige les travaux nécessaires à l’établissement d’un pont de bateaux, et il rétablit le pont de Steyr sous le feu de l’ennemi.
En 1806 et 1807, il fait les campagnes de Prusse et de Pologne, et il prend une part glorieuse aux batailles d’Iéna le 14 octobre 1806, d’Eylau le 8 février 1807, d’Helsberg le 10 juin 1807, et au combat livré devant Königsberg le 14 juin 1807.
Il est promu général de brigade le 5 juillet 1807, et durant les années 1808 et 1809, il commande sans interruption le génie du 3e corps d’armée cantonné dans le duché de Varsovie. Il est créé baron de l’Empire le 16 septembre 1808, et il est blessé grièvement le 3 juin 1809, en dirigeant les travaux de la tête du pont de Linz.
Le 3 août 1810, il devient membre du comité des fortifications, et le 26 juin 1812, il est chargé d’une tournée d’inspection des fortifications dans la 32e division militaire. En janvier 1813, il assume les mêmes fonctions dans la 31e et 32e division militaire, et le 15 août 1813, il est envoyé à Hambourg pour prendre le commandement de la place, où il meurt le 15 septembre suivant.

## Dotation
- Le 17 mars 1808, donataire d’une rente de 4 000 francs sur Rome.

## Armoiries
| Figure | Nom du baron et blasonnement |
| ------ | --- |
|        | Armes du baron Antoine Étienne Tousard et de l'Empire, décret du 19 mars 1808, lettres patentes du 16 septembre 1808, officier de la Légion d'honneur De gueules au chevron d'argent, accompagné en chef de deux trèfles d'or et d'un en pointe de même ; quartier des barons militaires brochant sur le tout - Livrées : rouge, blanc, et jaune. |

## Sources
- (en) « Generals Who Served in the French Army during the Period 1789 - 1814: Eberle to Exelmans »
- Thierry Pouliquen, « Les généraux français et étrangers ayant servis [sic] dans la Grande Armée » (consulté le 10 mars 2015)
- « La noblesse d’Empire » (consulté le 10 mars 2015)
- Vicomte Révérend, Armorial du premier empire, tome 4, Honoré Champion, libraire, Paris, 1897, p. 321.
- A. Lievyns, Jean Maurice Verdot, Pierre Bégat, Fastes de la Légion-d'honneur, biographie de tous les décorés accompagnée de l'histoire législative et réglementaire de l'ordre, Tome 4, Bureau de l’administration, 1844, 640 p. (lire en ligne), p. 80.
- (pl) « Napoléon.org.pl »